# Lucrezia Aguiari

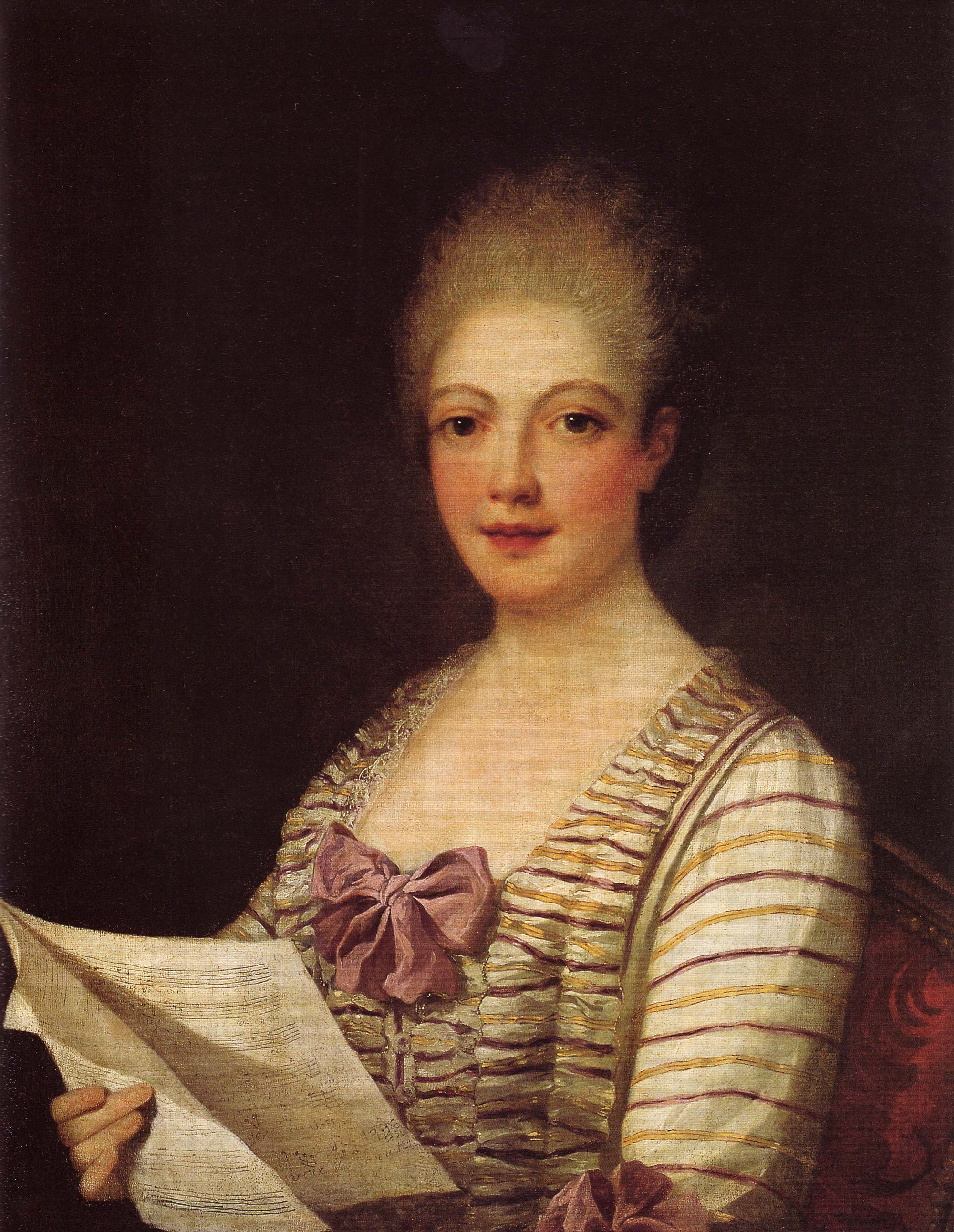
Retratação de Lucrezia Aguiari.

Lucrezia Aguiari (por vezes chamada Ajugari) (1741 – 18 de Maio de 1783) foi uma cantora soprano coloratura Italiana. Ela possuía uma voz invulgarmente ágil com uma grande extensão vocal que alcançava mais de 3,5 (três e meio) oitavas. Numa carta datada de 24 de Março de 1770, Leopold Mozart escreveu que ouviu-a executar um dó uma oitava acima do dó agudo na ópera Ducal de Parma, "I could not believe that she was able to reach C soprano acuto, but my ears convinced me.". Aldous Huxley faz também referência a este acontecimento no seu romance Admirável Mundo Novo.